# Copia certificada (película)
Copia certificada (en persa: رونوشت برابر اصل‎ ; Runevesht-e barabar-e asl; en francés: Copie conforme) es una película dirigida por Abbas Kiarostami y estrenada en 2010. Es una coproducción de Francia, Italia e Irán.

## Argumento
El pueblo italiano de Arezzo en Toscana es el escenario del encuentro entre un aclamado escritor inglés que defiende el valor de la copia frente al original y una galerista francesa que resulta ser una de sus lectoras. A través de sus charlas sobre la vida y el arte a lo largo de una visita al vecino pueblo de Lucignano, van conformando una historia de amor. Puede que sean dos desconocidos que juegan a hacerse pasar por un matrimonio o quizá se trate de un matrimonio que juega a hacerse pasar por dos desconocidos.

## Premios
- Juliette Binoche Premio del Festival de Cannes a la mejor actriz en Cannes 2010.[1]
- Juliette Binoche - Premios Lumières 2011 - Nominada al premio a la mejor actriz [2]
- Espiga de Oro en la 55.ª Semana Internacional de Cine (2010) de Valladolid.[3]